# 滨河巴尔韦德
滨河巴尔韦德（西班牙語：Valverde de los Arroyos）是西班牙卡斯蒂利亚-拉曼恰瓜达拉哈拉省的一个市镇。总面积45平方公里，总人口93人（2001年），人口密度2人/平方公里。